# Mailberg
Mailberg este o localitate din Austria Inferioară cu o populație de 595 de locuitori.